# Jermak Angarsk
Jermak Angarsk (rusky «Ермак» Ангарск ) je ruský hokejový tým se sídlem v Angarsku v Rusku. Tým hraje ve druhé ruské lize (Všeruská hokejová liga). Klub má v barvách zelenou, žlutou a bílou. Domácí zápasy odehrává na stadionu Jermak.

## Historie
Klub byl založen roku 1958 s názvem Trud Angarsk. V roce 1964 se tým přejmenoval na Jermak Angarsk.